# Lepicolea attenuata
Lepicolea attenuata là một loài rêu tản trong họ Lepicoleaceae. Loài này được (Mitt.) Stephani miêu tả khoa học lần đầu tiên năm 1892.